# Isla Stewart (Chile)
La isla Stewart forma parte del archipiélago de Tierra del Fuego ubicado en la región austral de Chile. Pertenece al sector que para su estudio se ha denominado como de las islas del S y SE.
Administrativamente pertenece a la Región de Magallanes y Antártica Chilena, Provincia Antártica Chilena, comuna Cabo de Hornos. La isla queda dentro del parque nacional Alberto de Agostini
Desde hace aproximadamente 6000 años hasta mitad del siglo XX sus costas fueron habitadas por los pueblos kawésqar y yámana. A comienzos del siglo XXI estos pueblos habían sido prácticamente extinguidos por la acción del hombre blanco.

## Historia
Debido a su carácter montañoso y accidentado y a la carencia de recursos, la isla ha estado deshabitada y solo de vez en cuando era recorrida por miembros de los pueblos kawesqar y yámana, pueblos que a mediados del siglo XIX  prácticamente habían desaparecido por la acción del hombre blanco.
La isla queda en territorio kawésqar, pero era visitada frecuentemente por los indígenas yámanas quienes acudían a buscar en ella y otras islas cercanas la pirita de hierro, mineral con el que conseguían las chispas necesarias para encender fuego.
Forma parte del Parque nacional Alberto de Agostini dependiente de la Corporación Nacional Forestal.
En febrero de 1830 el comandante Robert Fitzroy con el HMS Beagle fondeó en puerto Stewart situado en el extremo SO de la isla cerca del cabo Castlereagh para iniciar una segunda búsqueda de una embarcación que le habían robado los indígenas.
También en febrero de 1830 mientras estuvo fondeado en caleta Doris de las islas Gilbert recogió muestras de roca comprobando que eran de jade con muchas vetas de pirita, las muestras fueron entregadas al museo de la Sociedad Geológica.
El nombre de la isla se lo dio el comandante Fitzroy en homenaje al miembro del almirantazgo F.G.R. Stewart, marqués de Londonderry, conde de Vane y vizconde de Castlereagh.

## Geografía
Tiene una orientación O-E con un largo de 20 millas en esa dirección y de 7 millas en su mayor ancho. Es alta y de relieve muy irregular.
Presenta algunas cumbres y picachos muy característicos, tales como: cerro Yunque de 551 metros, el pico Stewart de 871 metros, el cerro Puntiagudo de 681 metros y el Pico Doble de 645 metros. Entre sus montañas hay quebradas y valles frofundos que llegan hasta el mar donde forman bahías y esteros no aptos como fondeaderos por sus grandes profundidades.
Por su lado norte corre el canal Ballenero, por el este el paso Adventure que la separa de la isla Londonderry, por el sur el paso Adventure que la separa de las islas Gilbert y por el oeste la bahía Desolada.
En su costa norte se encuentran puerto Fanny y bahía Cutter. En su lado SO se encuentra bahía Stewart muy cerca del cabo Castlereagh, extremidad SO de la isla.

### Clima
En el sector de la isla reina casi permanentemente el mal tiempo, cae copiosa lluvia y el cielo está nublado. El clima se considera de carácter marítimo, con temperaturas parejas durante todo el año. El viento predominante es del oeste y sopla casi en forma continua y sin interrupción. Se puede decir que el régimen permanente es de mal tiempo bajo todas sus formas.